# Club Deportivo de Vela Zamora
El Club Deportivo de Vela Zamora es un club náutico cuyas oficinas están en Zamora (España) y que tiene sus instalaciones deportivas en el embalse del Esla en la localidad de Palacios del Pan. Fue creado el 31 de julio de 1984. 
Desde el año 1989 también es propietario de una isla de cerca de 4550 m² adquirida a Iberdrola, donde se encuentran, entre otros, los siguientes servicios: Dos naves (galpones), dos rampas de acceso al  agua, un muelle de atraque de 30m., tablas de vela, dos barcos escuela, varios Optimists, material de enseñanza, material de reparación, etc. 

## Actividad
El Club Deportivo de Vela Zamora es una asociación privada, con personalidad jurídica y capacidad de obrar que tiene por objeto exclusivo principal la promoción y desarrollo de una o varias modalidades deportivas, las práctica de las mismas por sus asociados y la participación en competiciones deportivas, sin ánimo de lucro.
Es un club nacido para fomentar principalmente la actividad de la navegación a vela en el embalse del Esla, en el término municipal de Palacios del Pan (Zamora). También para potenciar las modalidades deportivas de piragüismo, remo y deportes para discapacitados.
El ámbito de actuación es la comunidad de Castilla y León, en donde tiene fijado su domicilio, sin perjuicio de integrarse en organizaciones de ámbito deportivo superior.
Son fines del club:
- Desarrollar actividades físico deportivas.
- Fomentar, promocionar y divulgar la idea del ejercicio físico y del deporte en general.
- Formar deportivamente la etapa inicial a sus asociados.
- Participar en competiciones federadas.

En las instalaciones también se realizan actividades de otras federaciones y se colabora con los pueblos ribereños del embalse del Esla. Igualmente tiene monitores de vela, jueces de regata, oficiales de regata,  auxiliares y multitud de socios con titulaciones de patrón de navegación básica, patrón de embarcación de recreo, patrón de yate y capitán de yate. El club ha puesto la navegación a vela al alcance de cualquiera y también imparte cursillos de forma gratuita para entidades sin ánimo de lucro (Protección Civil, Asprosub, etc).
Es el club que más actividad deportiva registra de los 6 federados que hay en la comunidad de Castilla y León. Todos sus socios son personas físicas. No hay socios con personalidad jurídica. La mayoría de sus socios practican la Vela de crucero en embarcaciones de una tonelada de desplazamiento, sin olvidar a los aficionados al windsurf y las pequeñas embarcaciones láser. Otra de sus actividades es la Escuela de Vela. Todos los años se dedica parte de su presupuesto a impartir de cursos de formación de Vela para niños y adultos. La cantera es muy importante. Entre sus socios se encuentran patrones que  participan en regatas nacionales e internacionales con excelentes resultados.
La financiación corre a cargo de sus socios y las subvenciones recibidas de instituciones públicas para la realización de actividades deportivas o mejora de las instalaciones. Para adquirir la condición de socio no se requiere requisito especial alguno. No existen privilegios por antigüedad ni por ningún otro concepto.

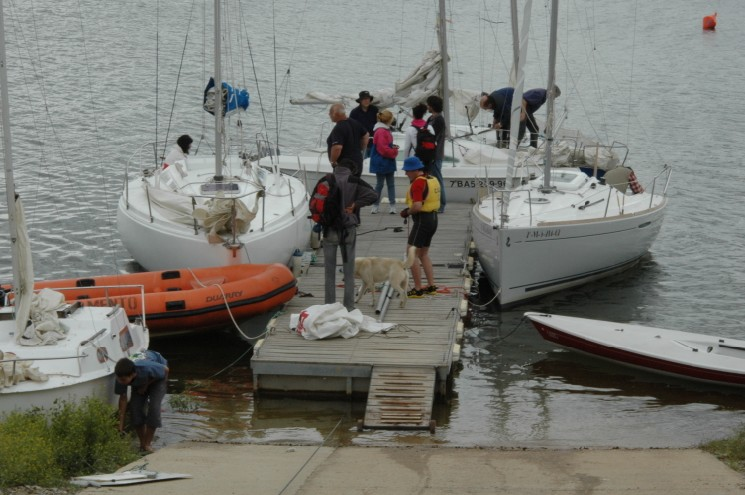
Pantalán de atraque
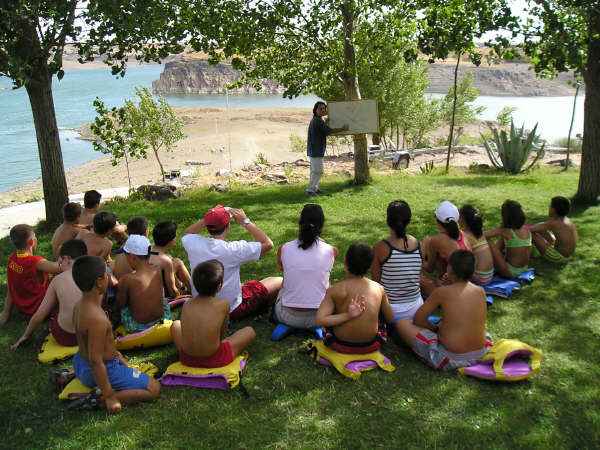
Curso de Vela
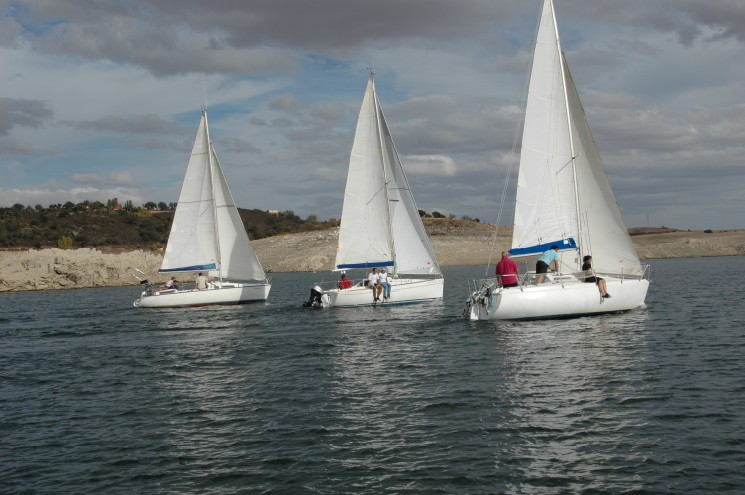
Compitiendo
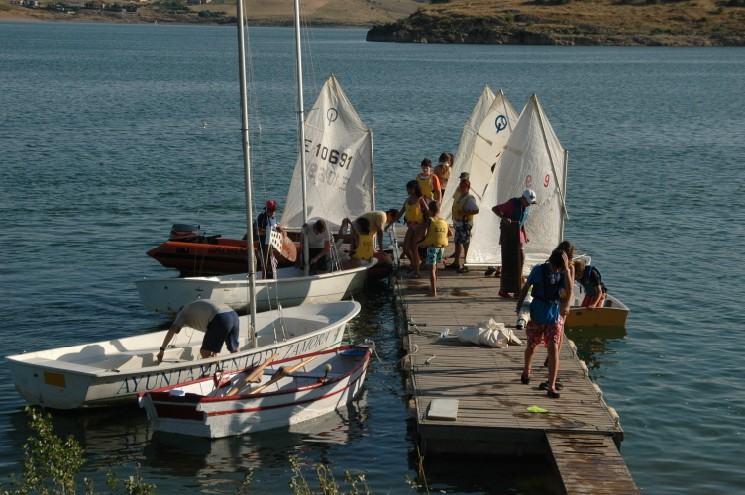
Preparando los barcos
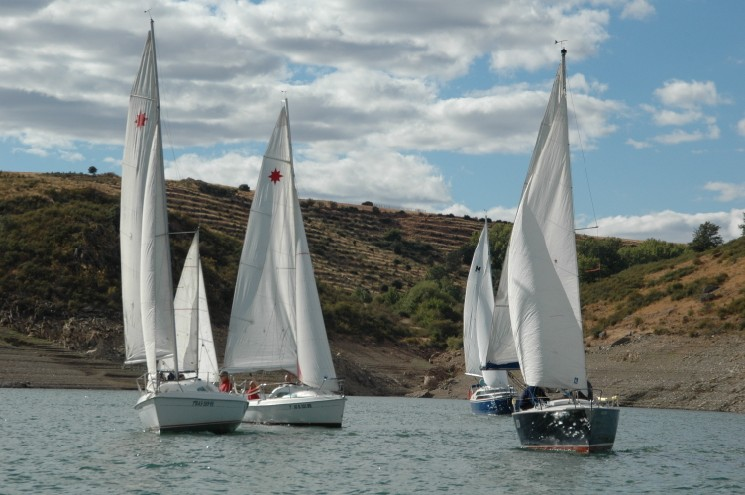
Regata de Cruceros
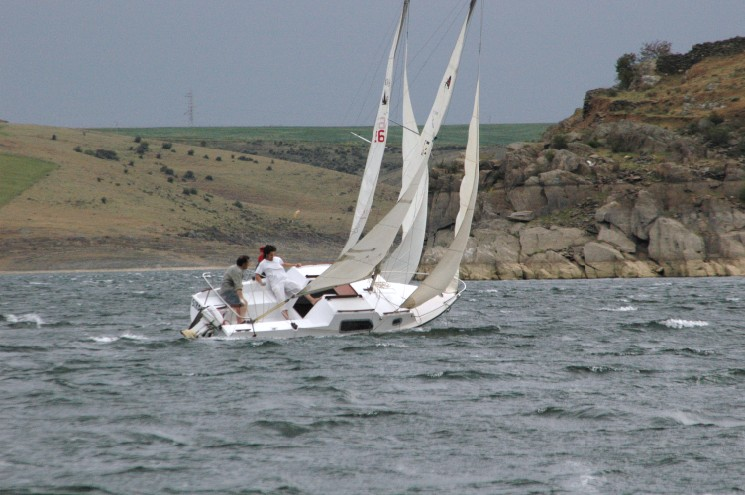
Navegación extrema
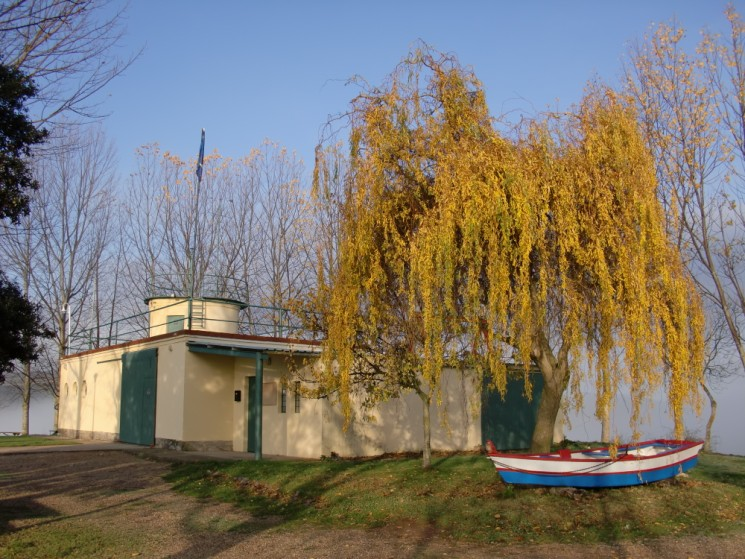
Nave almacenaje

## Fines Estatutarios
El cumplimiento de los fines del Club tiene doble vertiente:
- El deporte  en el sentido recogido en el Libro Blanco del Deporte, editado por la Unión Europea, es decir, el deporte como educación, mejora de salud, socialización, aculturación y recreo.
- Adaptación a nuestro entorno, que supone abaratar costes y  optimizar recursos para lograr que cualquier ciudadano pueda acceder al deporte de la Vela aunque su economía se encuadre en lo que los sociólogos denominan “familia esfuerzo”.

Sobre estos planteamientos, el Club consigue que a diario varios barcos naveguen el embalse del Esla, que anualmente se celebren más de diez regatas, que más de 50 alumnos participen en los cursillos de iniciación a la Vela y que se realicen travesías y otras actividades sociales.
vigente.
Para pertenecer al Club debes formalizar la correspondiente solicitud que puedes descargar de la web www.clubdevelazamora.com, enviarla por correo electrónico, remitirla por correo postal a nuestra dirección o entregarla a cualquier miembro de la Junta Directiva.

## Órganos de gobierno
El club esta regido por los siguientes órganos de gobierno:
a) Asamblea general.
b) Junta directiva.
La organización y funcionamiento del club deberá atender a principios democráticos.

## Regatas y actividades sociales anuales
Cada año se organizan las siguientes regatas o competiciones en las instalaciones del embalse del Esla en Palacios del Pan:
- ABRIL	CRUCERO Y LASER	REGATA DE CLUB - INAUGURACIÓN TEMPORADA.
- ABRIL	CRUCERO Y LASER	REGATA DE CLUB - 1º REGATA OPEN PATROCINADOR.
- ABRIL	CRUCERO Y LASER	REGATA DE CLUB - 2ª REGATA OPEN PATROCINADOR.
- MAYO	CRUCERO Y LASER	REGATA DE CLUB - 3ª REGATA OPEN PATROCINADOR.
- MAYO	CRUCERO Y LASER	REGATA DE CLUB - 4º REGATA OPEN PATROCINADOR - ENTREGA DE PREMIOS Y TROFEOS.
- JUNIO	CRUCERO	REGATA DE CLUB - 1º REGATA TROFEO PATROCINADOR EN SOLITARIO.
- JUNIO	CRUCERO	REGATA DE CLUB - 2º REGATA TROFEO PATROCINADOR EN SOLITARIO.
- JULIO	CURSO DE VELA	CURSO DE VELA PARA NIÑOS Y NIÑAS.
- JULIO	OPTIMIST  REGATA OPTIMIST.REGATA DE CLUB - FINAL 1º CURSO DE VELA PARA NIÑOS.
- JULIO	CRUCERO	TRAVESÍA PATRONA DE LOS MARINEROS.
- JULIO	CRUCERO	TRAVESÍA NOCTURNA.
- AGOSTO	CRUCERO	TRAVESÍA A MUELAS DEL PAN.
- SEPTIEMBRE	CRUCERO Y LASER	REGATA DE CLUB - 1º REGATA III TROFEO FEDERACIÓN.
- SEPTIEMBRE	CRUCERO Y LASER	REGATA DE CLUB - 2º REGATA III TROFEO FEDERACIÓN.

El Club también participa en regatas organizadas por clubes o instituciones en otras comunidades autónomas:  Galicia (Especialmente en Bayona) , Valencia o Cataluña, entre otras.